# レフュジー
レフュジー（Refugee）は、1973年に結成されたイングランドのプログレッシブ・ロック・トリオである。

## 略歴

### 結成までの経緯
1970年4月、キーボード・トリオのザ・ナイスが解散。リー・ジャクソン（ベース・ギター、ボーカル）はジャクソン・ハイツ、ブライアン・デヴィソン（ドラムス）はエヴリ・ウィッチ・ウェイを結成。
1973年夏に、ジャクソンは、メインホースのパトリック・モラーツ（キーボード）と出会う。ジャクソン・ハイツは既に4作のアルバムを発表していたが、この時にはキーボーディストとギタリストとを失って活動不能状態だった。一方、スイス人であるモラーツは当時、イギリスでの活動に不可欠な労働許可証の発行に問題を抱えていたので、メインホースでの活動がままならなくなっていた。ジャクソンはモラーツをジャクソン・ハイツに勧誘したが、モラーツはデヴィソンを誘って新しいトリオを結成することを提案した。デヴィソンが結成したエヴリ・ウィッチ・ウェイは1作のアルバムを発表したあと1971年の春に解散したので、デヴィソンは2人に合流した。

### 結成から解散まで
彼等はトリオ名を「レフュジー」として、ザ・ナイスが解散した時のマネージャーであったトニー・ストラットン・スミスをマネージャーに迎えて、スミスが設立したカリスマ・レコードと契約を結んだ。彼等は数か月のリハーサルの後、1973年12月2日にロンドンで初公演を行なった。そして翌1974年4月にデビュー・アルバム『レフュジー』を発表した。
1974年8月上旬、モラーツがイエスのマネージャーのブライアン・レーンから、リック・ウェイクマンが脱退した直後のイエスのリハーサルに招待された。その結果、彼はウェイクマンの後任に誘われたのでレフュジー脱退を決意。彼等は同月末のロンドン公演を最後に解散した。

### その後
2007年、カセット・テープに録音された1974年7月16日のニューキャッスル・シティ・ホールでのコンサートのライブ音源を、ヴォイスプリント・レコードがCD化して発売。
2008年4月15日、デヴィソンが病気で他界。

## メンバー
- パトリック・モラーツ　Patrick Moraz – キーボード
- リー・ジャクソン　Lee Jackson – ベース、ボーカル
- ブライアン・デヴィソン　Brian Davison – ドラムス

## ディスコグラフィ

### スタジオ・アルバム
- レフュジー　Refugee（1974年）

### ライブ・アルバム
- ライヴ・イン・コンサート：ニューキャッスル・シティ・ホール・1974　Live in Concert Newcastle City Hall 1974（2007年）

### コンピレーション・アルバム
- Refugee: Remastered and Expanded（2019年）[注釈 3][7]